# Pestyakovsky (huyện)
Huyện Pestyakovsky (tiếng Nga: ? райо́н) là một huyện hành chính tự quản (raion), của Tỉnh Ivanovo, Nga. Huyện có diện tích 1096 kilômét vuông, dân số thời điểm ngày 1 tháng 1 năm 2000 là 9800 người. Trung tâm của huyện đóng ở Pestyaki.